# Joel Branco
Joel Fernandes Branco (Lisboa, 14 de Janeiro de 1945) é um actor português. Faz especialmente trabalho televisivo, mas também teatro. 

## Biografia
Joel Branco nasceu em  14 de Janeiro de 1945.
Viveu sozinho na cidade do Porto, entre os 14 e os 18 anos, numa tentativa parental de o afastar das escolas de bailado.
Iniciou a sua actividade artística como bailarino no Teatro Maria Vitória, em 1963. Entrou também em Godspell, no Teatro Villaret. Em 1976 gravou a canção "Algodão Doce". Em 1977 participou no Festival RTP da Canção, com o grupo Cara Ou Coroa, onde interpretam uma das versões de "Rita Rita Limão".
No âmbito exclusivamente televisivo, estreou-se em 1977 no programa A Feira da RTP, protagonizando em 1981 Branco, Sousa e Companhia com Victor de Sousa. Com Herman José faz o popular "Olho Vivo e Zé de Olhão".
Em 1981, Joel Branco recebeu Prémio Imprensa de Melhor Actor de Teatro de Revista atribuído pela Casa da Imprensa, (o de Melhor Actriz foi para Ivone Silva e de Actriz Revelação para Maria Vieira),, e o Troféu Nova Gente da revista Nova Gente.
Desempenhou o papel de Afonso na telenovela Origens de 1983.
Na música cantou "Amigos Até ao Fim", defendeu "Uma Árvore, um Amigo", cantando a natureza, a paz e a amizade. Gravou vários temas da autoria do seu amigo Carlos Paião. O seu tema "A Gente Cresce Cresce" teve uma versão em finlandês ("Sateinen päivä") gravada em 1982 por Kirka.
O disco 76/86 - Cantigas Vol. 1, editado pela Movieplay Portuguesa em 1986, inclui o inédito "E a Peça Acabou" e outros sucessos do actor-cantor nos dez anos anteriores.
Na década de 2000, participou em produções de Filipe La Féria como Amália My Fair Lady: Minha Linda Senhora, A Canção de Lisboa, o Musical, Música no Coração ou Um Violino no Telhado.
Em 2022 regressa aos palcos em "Dá Raiva Olhar Para Trás" de John Osborne numa encenação de Frederico Corado
Em 2008, Joel Branco comemorou 45 anos de carreira, uma vida a dançar, representar ou cantar.

## Televisão[3]
- A Feira RTP 1977[7]
- Os Maias RTP 1979
- Origens RTP 1983 (Afonso)
- Chuva de Maio RTP 1990
- Nico D'Obra RTP 1993/1994 (Carlos Santana)
- A Mulher do Senhor Ministro RTP 1995
- Os Imparáveis RTP 1996
- As Aventuras do Camilo SIC 1997
- Cuidado com o Fantasma SIC 1997
- A Grande Aposta RTP 1997/1998 (Vítor Romero)
- Terra Mãe RTP 1998 (Tomás Marques)
- Bom Baião SIC 1998
- Médico de Família SIC 1998/1999 (Eurico)
- Os Lobos RTP 1999 (Ismael'
- Nós os Ricos RTP 1999 (Silveira da Silva)
- Todo o Tempo do Mundo TVI 1999 (Brás)
- A Senhora Ministra RTP 2000 (ministro/Júlio)
- Con(s)certos na Cave RTP 2000
- A Loja do Camilo SIC 2000
- Capitão Roby SIC 2000
- Super Pai TVI 2001
- Ganância SIC 2001
- Fábrica de Anedotas RTP 2002 (Árabe)
- O Olhar da Serpente SIC 2002/2003
- Uma Aventura SIC 2004 (Armindo Candeias)
- Inspector Max TVI 2005 (Arlindo Costa)
- Camilo em Sarilhos SIC 2006 (Boris/maestro)
- Fala-Me de Amor TVI 2006 (António Moreira)
- Tu e Eu TVI 2007 (Padre João)
- Floribella SIC 2007
- A Minha Família RTP 2009 (Agostinho)
- Liberdade 21 RTP 2011
- Sinais de Vida RTP 2013 (Francisco Sampaio)
- A Mãe do Senhor Ministro RTP 2013 (Elvis)
- Jardins Proibidos TVI 2014/2015 (Américo Gomes)
- Bem-Vindos a Beirais RTP 2015 (Tio Éfraim)
- Aqui Tão Longe RTP 2016
- A Impostora TVI 2016
- Excursões AirLino RTP 2018
- Nazaré - 2.ª temporada SIC 2020 (Josué Moreira)
- Amor Amor SIC 2021 (Alfredo)
- Por Ti SIC 2022 (Diamantino)
- Papel Principal SIC (Amigo de Júlio)

## Teatro
- 1973 - É o Fim da Macacada †[3]
- 1974 - Frou-frou: esta noite às 11[1]
- 1976 - Godspell[1]
- 1981 - Sua Excelência o Pendura †[3]
- 1990 - Os Meninos à Roda da Mamã †[3]
- 1999 - Amália †[1][3]
- 2002 - My Fair Lady: Minha Linda Senhora (Zoltan Karpathy) †[1][3]
- 2005 - A Canção de Lisboa, o Musical †[1][3]
- 2006 - Música no Coração[1]
- 2008 - Um Violino no Telhado[1]
- 2014 - A Bela e o Monstro[1]
- 2018 - Mais Respeito Que Sou Tua Mãe
- 2022 - Dá Raiva Olhar Para Trás

† (Com transmissão televisiva)

## Discografia

### Singles
- "Algodão Doce" / "Chapa Ganha, Chapa Gasta" (Movieplay, 1976) SP 26.019
- "Rita Rita Limão", no grupo Cara Ou Coroa (1977)
- "Olho Vivo e Zé de Olhão", com Herman José (Movieplay, 1978)[8]
- "D. Roberto" / "Cidade, cidade" (Rossil, 1979) Rossil ROSS7041
- "A Lareira Acesa"
- "A Gente Cresce, Cresce..." / "Sete e Meia, Sete e Meia" (EMI, 1980)
- "É Tão Giro" / "Volta A Volta" (EMI, 1981) 11C 008 40551 H
- "Ora Toma" (1982)
- "Nós Havemos de Cantar" / "Canta Samanta" (1983) VC 1VCS1043
- "Uma Árvore, um Amigo" / "Piquenique, Piquenique" (Valentim de Carvalho, 1984)[8]
- "Bailarina!" / "Amigos Até ao Fim" (Vaga/Transmédia, 1985) VS10008
- "O Mundo É Teu" / "Viva Toda a Gente"

### Compilações
- 76/86 - Cantigas Vol. 1 (LP, Movieplay, 1986)

## Outros

### Compilações
- Momentos de humor (CD, Movieplay, 1998, Colecção O Melhor dos Melhores) - "Olho Vivo e Zé de Olhão" com Herman José[9]
- Histórias Mágicas (CD, Boa Memória, 1999) - História "O Rouxinol" de Hans Christian Andersen[10]